# كيغان براون
كيغان براون (بالإنجليزية: Keegan Brown)‏ هو لاعب دارت بريطاني، ولد في 5 نوفمبر 1992 في درم في المملكة المتحدة.

## وصلات خارجية
- كيغان براون على موقع DartsDatabase.co.uk (الإنجليزية)